# 더 도어 (영화)
《더 도어》(영어: The Door)은 2009년에 개봉한 독일의 영화이다.

## 한국판 성우진(KBS)
- 구자형 - 다비드(마스 미켈센)
- 오길경 - 마야(제시카 슈바르츠)
- 노민 - 지기(토마스 디엠)
- 서지연 - 레오니(발레리아 에이젠바르트)
- 오인성 - 막스(팀 세이피)
- 송정희 - 지아(하이케 마카치)
- 정미경 - 주잔느(수잔 안베)
- 전인배 - 폴(스테판 캄프비스)
- 전승화 - 에드거(토머스 아널드)